# КИС 13
КИС 13 (изписвана още като Kiss13) е частен български телевизионен канал. 

## История
Телевизионният канал КИС 13 е една от първите частни телевизии в България – основана през 1994 година като канал на русенската кабелна мрежа КИС (Кабелна Информационна Система). 
През 2004 година се отделя от мрежата и започва своето самостоятелно развитие, а през 2009 година получава национален лиценз за разпространение от Съвета за електронни медии, като днес се разпространява в региони с население от на 2 милиона души.
От основаването на програмата през 1994 година до днес, без прекъсване, КИС 13 е неизменно свързана с обществения живот в Русе, което я прави един от най-разпознаваемите и традиционни медийни брандове в региона. Постепенно телевизията се налага и като основен и единствен регионален телевизионен канал за областите Разград и Търговище, където развива активна дейност от над 15 години. 
Разпространява се в мрежите на А1, Булсатком, СКАТ, Спринт, Добрич телеком провайдър, Силистра ТВ, Кабелнет и други.

## Програма
Програмната схема на КИС 13 обхваща широк диапазон от регионални събития от Североизточна България – спорт, политика, култура и обществени прояви.
Към момента КИС 13 предава пряко заседанията на общинските съвети в Русе, Разград, Търговище, Бяла, Сливо поле и Две могили.
Излъчва директно и по-значимите обществени прояви като протести, митинги и концерти от регионите, в които се разпространява, както и пресконференции на организации, политически сили и органи в местното самоуправление от Русе, Разград и Търговище.
През 2014 г. КИС 13 навършва 20 години от основаването си, като по този повод стартира рубриката "КИС 13 на 20!", в която са представени различни собствени продукции като концерти, новогодишни програми и други, заснети от 1994 г. насам.

## Новините на КИС 13
КИС 13 развива новинарска емисия няколко години след основаването на програмата. Постепенно през годините от емисия за новините в Русе, информационният блок се разраства и започва да покрива и останалите населени места в областта, а на по-късен етап - и областите Разград и Търговище. 
Днес Новините на КИС 13 се излъчват всяка делнична вечер в 18:45, 19:45, 21:30 и 23:30 часа, като времетраенето им е приблизително 15-20 минути.

## Онлайн присъствие
КИС 13 поддържа две дигитални платформи.
Основният уебсайт на телевизията е https://kiss13.net. Той е с информационен профил, като в него се публикуват новините и собствените публицистични предавания и рубрики.
КИС 13 разполага и със стрийминг платформа - http://live.kiss13.net. В нея могат да се гледат в реално време онлайн всички преки предавания, които се излъчват и по телевизията.